# Different World (Iron Maiden)
Different World è il secondo singolo estratto dall'album A Matter of Life and Death, il quattordicesimo album in studio della band inglese Iron Maiden. Il singolo è uscito il 14 novembre 2006 negli Stati Uniti d'America e il 26 dicembre 2006 in Europa. Il brano costituisce la traccia più corta dell'album da cui è tratto. Il singolo arriva in prima posizione in Finlandia e Spagna ed in terza nella Official Singles Chart, in Italia e Danimarca.

## Tracce

### CD Singolo (solo USA)
1. "Different World" (Adrian Smith, Steve Harris) – 4:15
2. "Hallowed Be Thy Name (Radio 1 'Legends' Session)" (Steve Harris) – 7:13
3. "The Trooper (Radio 1 'Legends' Session)" (Steve Harris) – 3:56

### Singolo Digitale
L'intervista con Steve Harris era disponibile solo se pre-ordinata prima del 26 dicembre 2006 dal sito ufficiale degli Iron Maiden.
1. "Different World" (Registrata ad Aalborg durante A Matter of Life and Death Tour, 9 novembre 2006) (Adrian Smith, Steve Harris) – 4:15
2. "Intervista" a Steve Harris riguardo all'album A Matter of Life and Death – 10:38

### CD Singolo (solo Europa)
1. "Different World" (Adrian Smith, Steve Harris) – 4:15
2. "Iron Maiden" (Registrata a Copenaghen durante l'A Matter of Life and Death Tour, 10 novembre 2006) (Steve Harris) – 5:40

### Singolo Formato DVD (Solo Europa)
1. "Different World" (Adrian Smith, Steve Harris) – 4:15
2. "The Reincarnation of Benjamin Breeg" (Registrata a Copenaghen durante A Matter of Life and Death Tour, 10 novembre 2006) (Dave Murray, Steve Harris) – 7:44
3. "Hocus Pocus" (Focus cover) – 5:33

### 7" picture disc (Solo Europa)
1. "Different World" (Adrian Smith, Steve Harris) – 4:15
2. "Fear of the Dark" (Registrata a Copenaghen durante A Matter of Life and Death Tour 10 novembre 2006) (Steve Harris) – 7:45

## Formazione
- Bruce Dickinson - voce
- Dave Murray - chitarra
- Adrian Smith - chitarra
- Janick Gers - chitarra
- Steve Harris - basso
- Nicko McBrain - batteria

## Classifiche

### Classifiche settimanali
| Classifica (2007) | Posizione massima |
| ----------------- | ----------------- |
| Italia            | 3                 |